# Can Joval
Can Joval és una masia del municipi de Clariana de Cardener, a la comarca catalana del Solsonès. És un monument protegit i inventariat dins el Patrimoni Arquitectònic Català. Des del 1980 va ser transformada en casa de colònies.
Es troba a llevant de la urbanització del Pi de Sant Just i s'hi va des del punt quilomètric 77,8 de la carretera C-55 (de Solsona a Manresa), on, en una rotonda, es segueix, girant cap a l'est, la indicació «Granja Escola Can Joval».

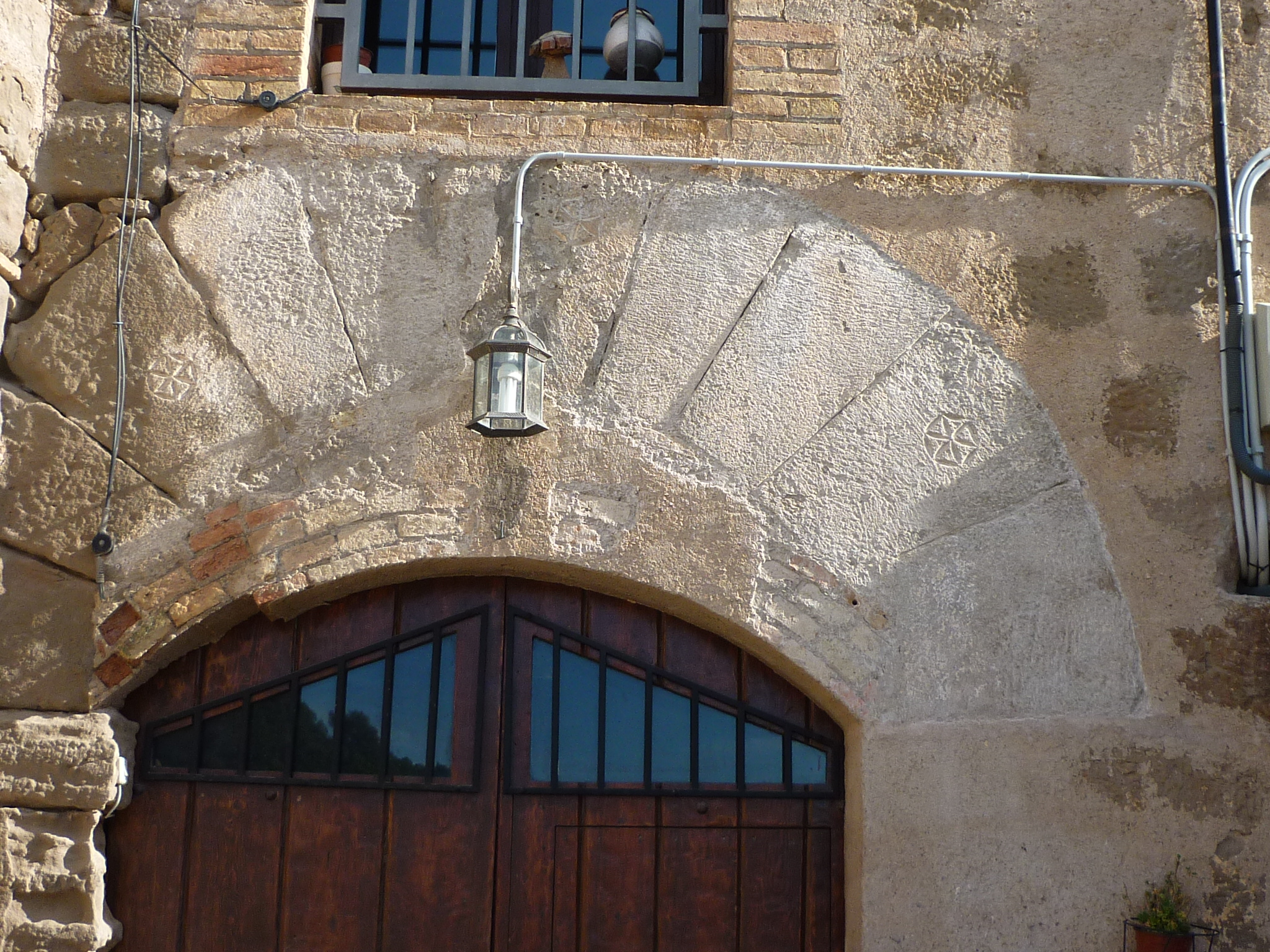
Portal adovellat

## Descripció
Masia de planta rectangular i teulada a dos vessants, orientada nord-sud. La façana principal a la cara sud, amb porta d'arc de mig punt i adovellada. A la cara nord-est, l'eixida del pou. Hi ha una altra eixida a la banda sud, al costat de la porta i al mateix nivell del primer pis. La planta baixa amb sòl de pedra i sostre de bigues. Construcció: parament de carreus irregulars amb morter. Les cantonades i les llindes de pedra picada i tallada.
A la casa es troben les instal·lacions de la Granja escola Can Joval.

## Notícies històriques
De la casa de Joval se'n tenen notícies des del començament del segle xii. L'any 1241, Arnald de Joval i la seva muller Maria, cediren a Sant Esteve d'Olius el dret que tenien sobre el delme de Cuiquespes. Foren castlans d'Olius. L'any 1180, Guillem de Joval, tenia el molí de Picamola que va cedir a Arnald de Puigsec.